# 花腐し
『花腐し』（はなくたし）は、2000年に発表された松浦寿輝の中編小説。芥川龍之介賞受賞作品。2023年、同作を原作とする荒井晴彦監督の映画『花腐し』が公開された 。
2000年4月、『群像』2000年5月号に初掲載され、同年7月に第123回芥川賞を受賞。受賞後第一作「ひたひたと」を併録した『花腐し』として単行本化し、後に文庫化。現在は講談社文芸文庫の『幽 花腐し』に収録されている。

## あらすじ（小説）
栩谷は共同経営していた友人に騙され、デザイン事務所の借金を背負う。そんな中、栩谷は消費者金融の社長から借金を返済する代わりに古アパートに住む脚本家志望の伊関という男の立ち退かさせる仕事を頼まれる。伊関の家を訪ねると、男は脱法ハーブであるマジックマッシュルームを使い女をコントロールしていた。説得に失敗した栩谷は新宿・大久保風俗街をうろつき、過去の恋人である祥子との日々を思い出す。するとバッドトリップ中の女・アスカと伊関に再会する。

## 掲載書誌
- 2000年4月 『群像』2000年5月号（講談社）
- 2000年7月 『花腐し』（講談社）
- 2000年8月 『文藝春秋』2000年9月号（文藝春秋）
- 2002年12月 『芥川賞全集 第19巻』（文藝春秋）
- 2005年6月 『花腐し』（講談社文庫）ISBN 978-4062751216
- 2017年1月 『幽 花腐し』（講談社文芸文庫）ISBN 978-4062903356

## 映画
2023年に実写映画化。原作の世界観を踏襲しながらも、荒井晴彦監督自身の経歴が投影され、斜陽のピンク映画業界に置き換えられ描かれる。レーティングはR18＋。

### あらすじ（映画）
ピンク映画監督である栩谷はかつての恋人・女優の祥子の通夜に出向き、過去を思い出す。ある日栩谷は、祥子と同棲していたアパートの大家から家賃の値下げ据え置きと引き換えに、別の古アパートに居座る住人の立ち退き交渉を頼まれる。その男は伊関と名乗る脚本家の男で、かつて同じアダルトビデオメーカーで仕事をしたことがあり、不平不満で意気投合する。さらに話を進めると、伊関は同じ居酒屋のアルバイト同志として祥子と出会い、交際していた時期があったことがわかる。

### 登場人物（映画）
栩谷修一
演 - 綾野剛
ピンク映画の監督。しかし5年ほど映画を撮っていない。
伊関貴久
演 - 柄本佑
落選続きの売れない脚本家。書きたい仕事が入らないが言い草。アダルトビデオの脚本で食いつないでいる。
桐岡祥子
演 - さとうほなみ
栩谷と伊関が共に愛した女優。現代軸では亡くなっている。居酒屋で働いてた伊関と、店員と客として出会う。栩谷とはピンク映画の監督と女優として出会う。
桑山篤
演 - 吉岡睦雄
ピンク映画監督。祥子と水死体として一緒に発見される。
寺本龍彦
演 - 川瀬陽太
ピンク映画の監督。
リンリン
演 - MINAMO
中国人留学⽣。
ハン・ユジョン
演 - Nia
韓国人留学生。
金昌勇
演 - マキタスポーツ
ビルのオーナー。栩谷は家賃滞納を申し出るが、交換条件として、別アパートに住む伊関という男の退去説得を依頼する。
韓国スナックのママ
演 - 山崎ハコ
大久保にある韓国スナックのママ。
小倉多喜子
演 - 赤座美代子
ピンク映画の製作会社社長。斜陽のピンク映画からの撤退を考えている。
沢井誠二
演 - 奥田瑛二
ピンク映画のベテラン脚本家。栩谷に厳しいアドバイスを送る。

### スタッフ
- 監督：荒井晴彦
- 原作：松浦寿輝
- 脚本：荒井晴彦 中野太
- 製作：與田尚志 桑原佳子 川村英己
- プロデューサー：佐藤現 田辺隆史 永田博康
- 共同プロデューサー：末吉太平
- キャスティング：杉野剛
- ラインプロデューサー：高橋正弥
- 撮影：川上皓市 新家子美穂
- 照明：佐藤宗史 川井稔
- 録音：深田晃
- 美術：原田恭明
- 装飾：寺尾淳
- スタイリスト：袴田知世技
- ヘアメイク：永江三千子
- 効果：清野守
- 編集：洲崎千恵子
- 音楽：柴田奈穂 太宰百合
- 助監督：竹田正明
- インティマシーコーディネーター：西山ももこ
- スチール：野村佐紀子
- 宣伝デザイン：町口覚
- 制作担当：奥泰典
- 配給：東映ビデオ

### 受賞
- 第33回日本映画プロフェッショナル大賞[6]
  - 作品賞
  - 監督賞（荒井晴彦）
  - 新進女優賞（さとうほなみ）

### 関連商品
- 日本シナリオ作家協会・編『'23年鑑代表シナリオ集』協同組合日本シナリオ作家協会、2024年7月31日発行、ISBN 978-4-907881-14-6 - シナリオを収録[7]。